# 赫伯特·怀尔德曼
赫伯特·怀尔德曼（英語：Herbert Wildman，1912年9月6日—1989年10月13日），美国男子水球运动员。他曾代表美国参加1932年和1936年夏季奥林匹克运动会水球比赛，其中1932年奥运会获得一枚铜牌。